# Pepa Mayo i Osorio

## Biografia
Pepa Mayo i Osorio (Barcelona, 15 de maig de 1966) és escriptora, guionista i autora de musicals infantils.
Estudió FP imágen y sonido, rama de cine en la escuela E.M.A.V 1986.
Desde 1989 trabaja como operador de imagen en la televisión pública de Catalunya.

## Premis i guardons
- Tercer premi El comedor de las tinieblas pel seu relat Psicoparty (2002)[1]
- Finalista amb el segon premi de relats breu per a dones pel seu relat Tauro.

## Obres

### Narrativa
- Historias de fantasmas y otros monstruos (Jamais, 2002)
- Prometeo 3000 (Editálica, 2006)
- Tritón, el niño de mar (Palabras de Agua, 2013)[2]
- Un fantasma en Villa Florita (Tyrannosaurus Books, 2013)[3]
- La tarta mágica de Darla (Palabras de agua, 2013)
- Ada, Nico y las esferas del tiempo, operación Moonwalker ( Applehead team) 2016
- Samuel ( Legua editorial) 2016
- El devorador de libros, (Apache libros) 2017
- Agatha Jones y los diez pastelitos (Cazador) 2018
- Zoodiacas (editorial Maluma) 2019
- El monstruo negro que me persigue ( Palabras de agua) 2019
- Medusa (Marli Brosgen) 2021
- Ada y Nico, operación hombre mecánico ( Applehead Team) 2021
- Un fantasma en Villa Florita ( reedición, Cazador) 2021
- Agatha Jones y el misterio del diamante Hope (Cazador)

- Refugio ( Marli Brosgen) 2022
- Meketatón y la maldición de la momia Hetepet (Apache libros) 2024

1. ↑  «Notícies».   Ajuntament de Sant Joan Despí. Arxivat de l'original el 8 d'agost 2014. [Consulta: 8 agost 2014].
2. ↑  El arbol rojo. «Triton el niño del mar».   Olga Vives. Arxivat de l'original el 2015-01-22. [Consulta: 23 novembre].
3. ↑  «"Un fantasma a Vil·la Floreta", un llibre de literatura juvenil de Pepa Mayo».   Els Matins Tv3. [Consulta: 8 agost 2014].

### Antologías
Las mejores historias de zombies de Tyrannosaurus Books con el relato ”Érase una vez un zombie”.
Ilusionaria 2 con el cuento ¿Dónde está mi caparazón?
antología Fantasmas, espectros y otras aparicioº 1”